# Johann Gottfried Kaufmann

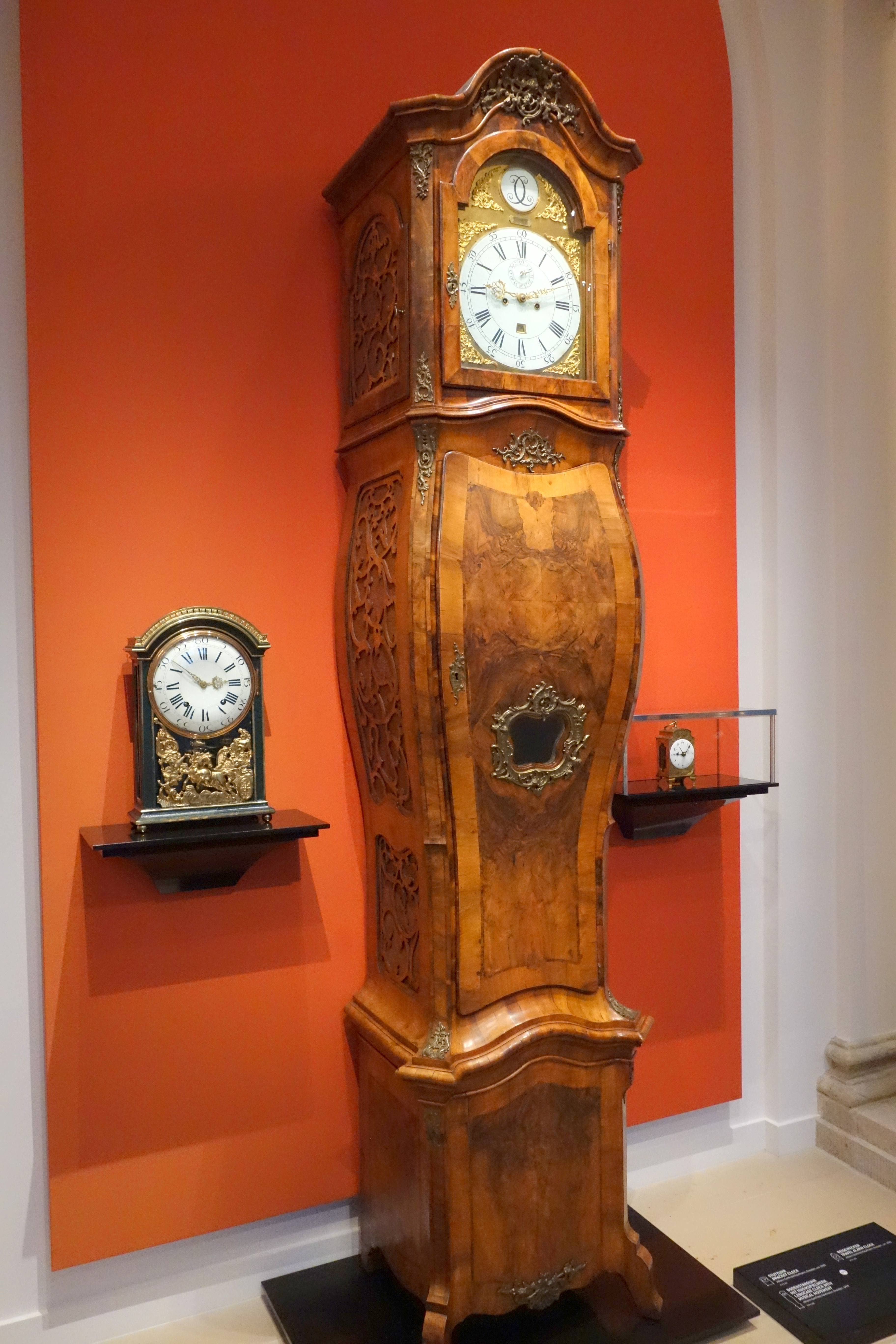
Um 1774 von Kaufmann geschaffene Standuhr mit Musikwerk im Mathematisch-Physikalischen Salon, Dresden

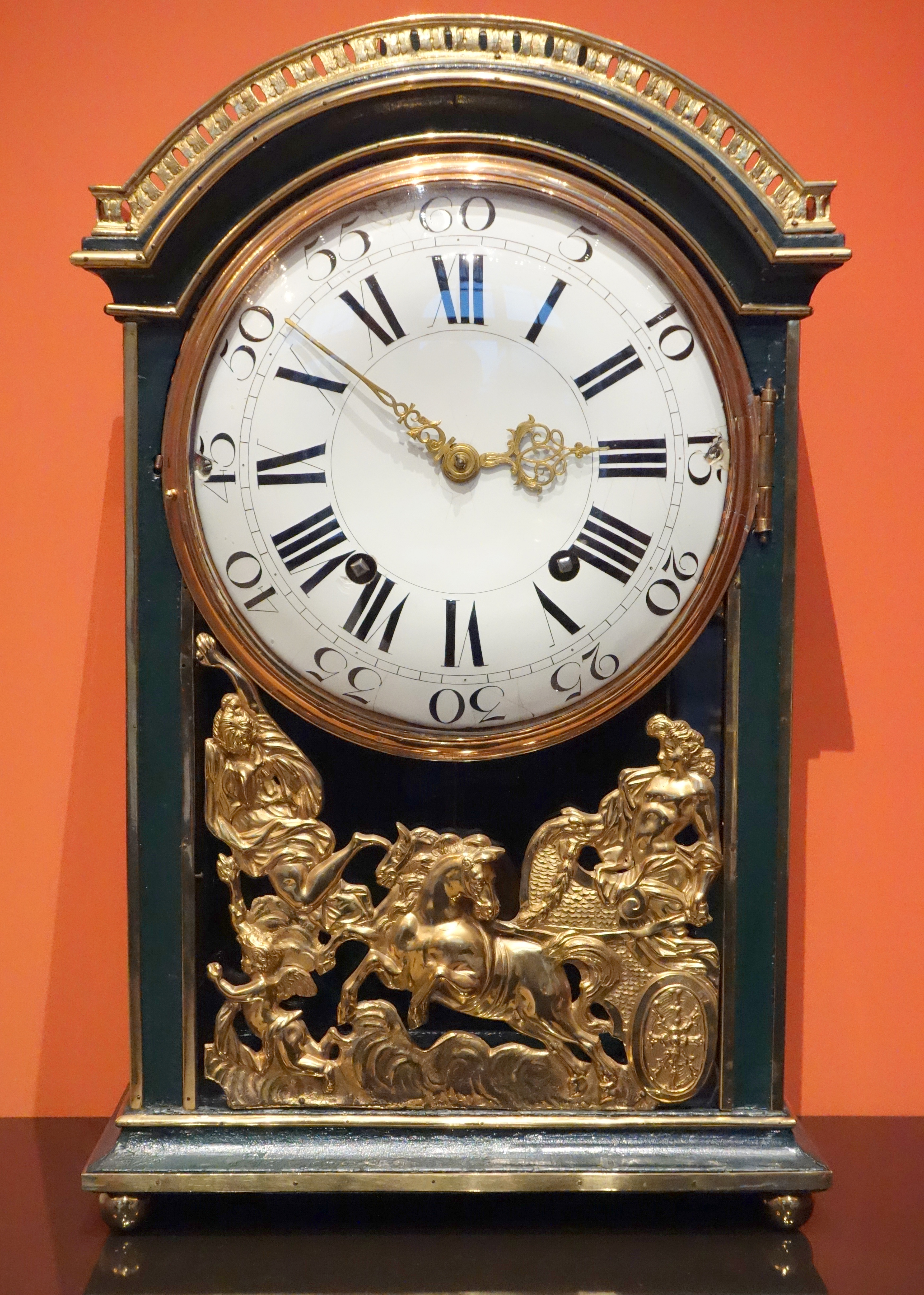
Uhr aus der Werkstatt Kaufmanns, um 1780;
Mathematisch-Physikalischer Salon, Dresden

Johann Gottfried Kaufmann (auch: Johann Gottfried Kauffmann; * 12. April 1752 in Siegmar bei Chemnitz; † 10. April 1818 in Frankfurt am Main) war ein deutscher Musikinstrumentenbauer und Erfinder mechanischer Musikwerke.

## Leben

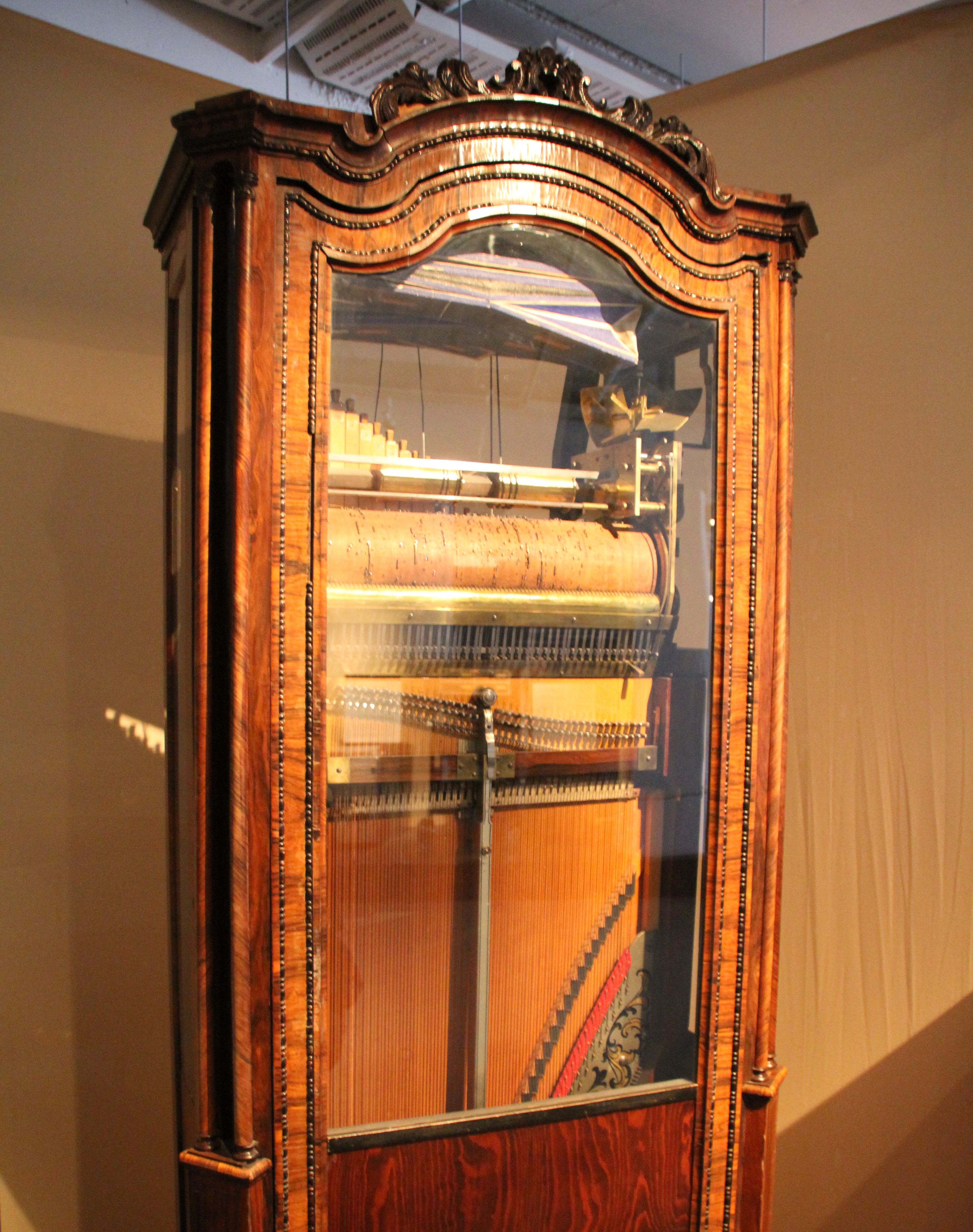
Eines der um 1812 herausgebrachten Chordaulodions. Exponat im Norwegischen Museum für Wissenschaft und Technologie

Johann Gottfried Kaufmann war Sohn des Siegmarschen Pfarrgutspächters Gottfried Kaufmann und der Rosina, Tochter des Strumpfwirkers Winkler in Limbach/Sa.
Kaufmann erlernte ursprünglich ebenfalls den Beruf des Strumpfwirkers, dann seit 1770 jedoch in Dresden das Handwerk des Uhrmachers. Dabei erlernte er auch die Ausbesserung von mechanischen Musikwerken, auf die er ab 1772 in seiner nun eigenen Werkstätte sein Hauptaugenmerk legte. Bald baute er eigene Apparate, die die Töne verschiedener Orchesterinstrumente nachahmen konnten. Im Jahr 1787 gelang ihm die Vereinigung einer Flöte mit einer Harfe: Nachdem der seinerzeitige Landesherr Kurfürst Friedrich August III. im Jahr 1789 Kaufmanns erste „Flötenharfenuhr“ erworben hatte, trafen bald auch Bestellungen von anderen europäischen Fürstenhöfen ein.
Kaufmanns 1785 geborener Sohn Friedrich Kaufmann absolvierte zunächst ebenfalls eine Ausbildung zum Uhrmacher, betrieb nebenher aber auch musikalische Studien. Etwa ab 1806 arbeiteten Vater und Sohn gemeinsam, unternahmen zudem gemeinsam mehrere Bildungsreisen zur Vertiefung ihrer Kenntnisse in der Musikinstrumentenherstellung, insbesondere nach Frankreich und in die Schweiz.
1808 bauten die beiden gemeinsam das Belloneon, „ein Musikwerk mit Pauken und Trompeten“. Für ihr 1810 gebautes Harmonichord, ein Tasteninstrument, das auch „Streichklavier“ genannt wurde, komponierte Carl Maria von Weber bald darauf ein Stück mit Orchesterbegleitung.
Um 1812 brachten die Kaufmanns das Chordaulodion heraus.
Nach Johann Gottfried Kaufmanns Tod führten dessen Sohn und Kaufmanns Enkel Friedrich Theodor Kaufmann (1823–1872) das Familienunternehmen fort und entwickelten gemeinsam „zahlreiche verbesserte Musikwerke bis hin zum Orchestrion (1851)“. In Dresden richtete die Familie das „Akustische Kabinett“ ein, das lange Zeit sowohl als Sammlungs- als auch Ausstellungsort ihrer Schöpfungen diente und eine Sehenswürdigkeit darstellte.

## Weitere bekannte Werke
- Eine Spieluhr aus der Hand von Johann Gottfried Kaufmann – die erste in Dresden gefertigte – fand sich zu Goethes Zeiten im Residenzschloss auf den Zimmern der sächsischen Königin Maria Amalie Auguste.[3]